# Коммунистический переулок (Москва)
Коммунисти́ческий переу́лок (до 1922 года — Алексе́евский переу́лок) — улица в центре Москвы в Таганском районе между улицами Станиславского и Александра Солженицына.

## Происхождение названия
Когда-то переулок располагался между Большой и Малой Коммунистическими улицами, которые ныне переименованы, соответственно, в улицы Александра Солженицына (в 2008 году) и Станиславского (в 2005 году). Отсюда в 1922 году и появилось его идеологическое название. До 1922 года — Алексеевский переулок, называвшийся так в связи с близостью к церкви Алексия Митрополита в Рогожской слободе (известна с 1625 года) на углу улицы Станиславского и Николоямской улицы.

## Описание
Коммунистический переулок начинается от улицы Александра Солженицына и проходит на север до улицы Станиславского. Домов за переулком не числится. Левую сторону переулка образуют строения городской усадьбы XVIII—XIX веков, ныне занятой Институтом системного программирования РАН (улица Александра Солженицына, дом 25), правую — городская усадьба А. А. Морозова — Н. А. Алексеева XIX — начала XX веков, главный дом которой занимает институт «ГосНИИсинтезбелок» (улица Александра Солженицына, дом 27).